# Награде Сатурн
Награда Сатурн (енгл. Saturn Award) је годишња награда коју додељује Академија научне фантастике, фантастике и хорор филмова (енгл. Academy of Science Fiction, Fantasy & Horror Films), a која то чини како би одала признање највећим остварењима на подручјима научне фантастике, фантастике и хорора на филму, телевизији и кућном видеу.
Слично као и код додељивања других награда, као што су Оскар и Греми, о самој додели награде гласањем одлучују чланови дотичне академије. Такође, постоје и посебне награде за животна достигнућа у тим подручјима.
Физичка награда креирана је у облику планете Сатурна којег окружује колут с филмском траком.
Награде су први пута додељене 1972. године. Награда је у својим првим годинама била позната као Златни свитак (енгл. Golden Scroll).

## Категорије у којима се додељује награда Сатурн

### Играни филм
- Најбољи научнофантастични филм
- Најбољи хорор филм
- Најбоља филмска фантазија
- Најбољи акциони или авантуристички филм
- Најбољи трилер филм
- Најбољи анимирани филм
- Најбоља филмска адаптација стрипа
- Најбољи међународни филм
- Најбољи филм независне продукције
- Најбољи глумац
- Најбоља глумица
- Најбоља споредна женска улога
- Најбоља споредна мушка улога
- Најбољи млади глумац/глумице
- Најбољи режисер
- Најбољи сценарио
- Најбоља музику
- Најбоља шминка
- Најбољи костим
- Најбољи специјални ефекти
- Најбоља монтажа
- Најбоља сценографија

### Телевизија
- Најбоља телевизијска презентација
- Најбољи глумац
- Најбоља глумица
- Најбоља споредна мушка улога
- Најбоља споредна женска улога
- Најбоља серија кабловске телевизије
- Најбоља серија мрежне телевизије

### Кућни видео
- Најбоље ДВД издање (филм)
- Најбоље специјално ДВД издање
- Најбоље издање ДВД филмског класика
- Најбоља ДВД колекција
- Најбоље ДВД издање (телевизија)